# Tokyo Ska Paradise Orchestra
Tokyo Ska Paradise Orchestra (東京スカパラダイスオーケストラ Tōkyō Suka Paradaisu Ōkesutora?), frecuentemente abreviado por sus seguidores como "Skapara", es una banda de música jazz y ska formada en 1985 por el percusionista Asa-Chang. Inicialmente estaba compuesta por más de 10 músicos, veteranos de la escena underground de Tokio. Por aquel entonces, el sonido de la banda era muy distinto al de las otras bandas de la novísimo ska japonés, y en el tiempo que ha transcurrido desde entonces, han llegado a influir en la música japonesa en general. Su sonido, el producto de la mezcla de las influencias musicales de todos sus componentes, da como resultado algo común al ska, al jazz y al rock. En sintonía con el ska más tradicional, muchas de las canciones del grupo son instrumentales. Desde sus principios, la banda ha hecho multitud de tours abarcando completamente la geografía de su país y muchos países a lo largo del mundo.
Skapara ha colaborado con muchos cantantes ajenos a la banda, incluidos Shiina Ringo, Yusuke Chiba de Thee Michelle Gun Elephant, Takao Tajima, Puffy AmiYumi,Hiromi Uehara, Takeshi Tsuruno y Tamio Okuda.

## Miembros

### Actuales

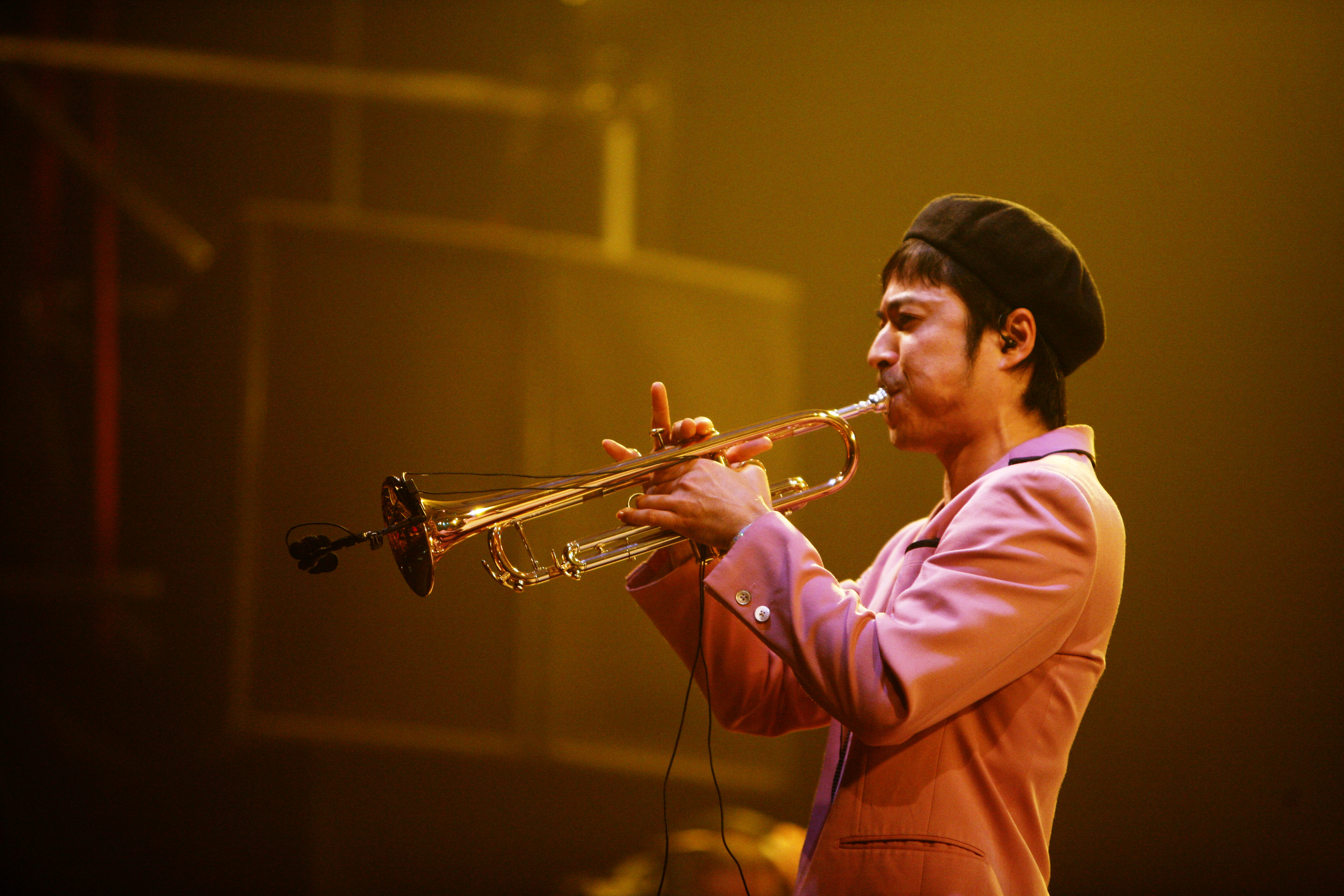
Nargo (Kimiyoshi Nagoya), Trompeta  (Miembro original)
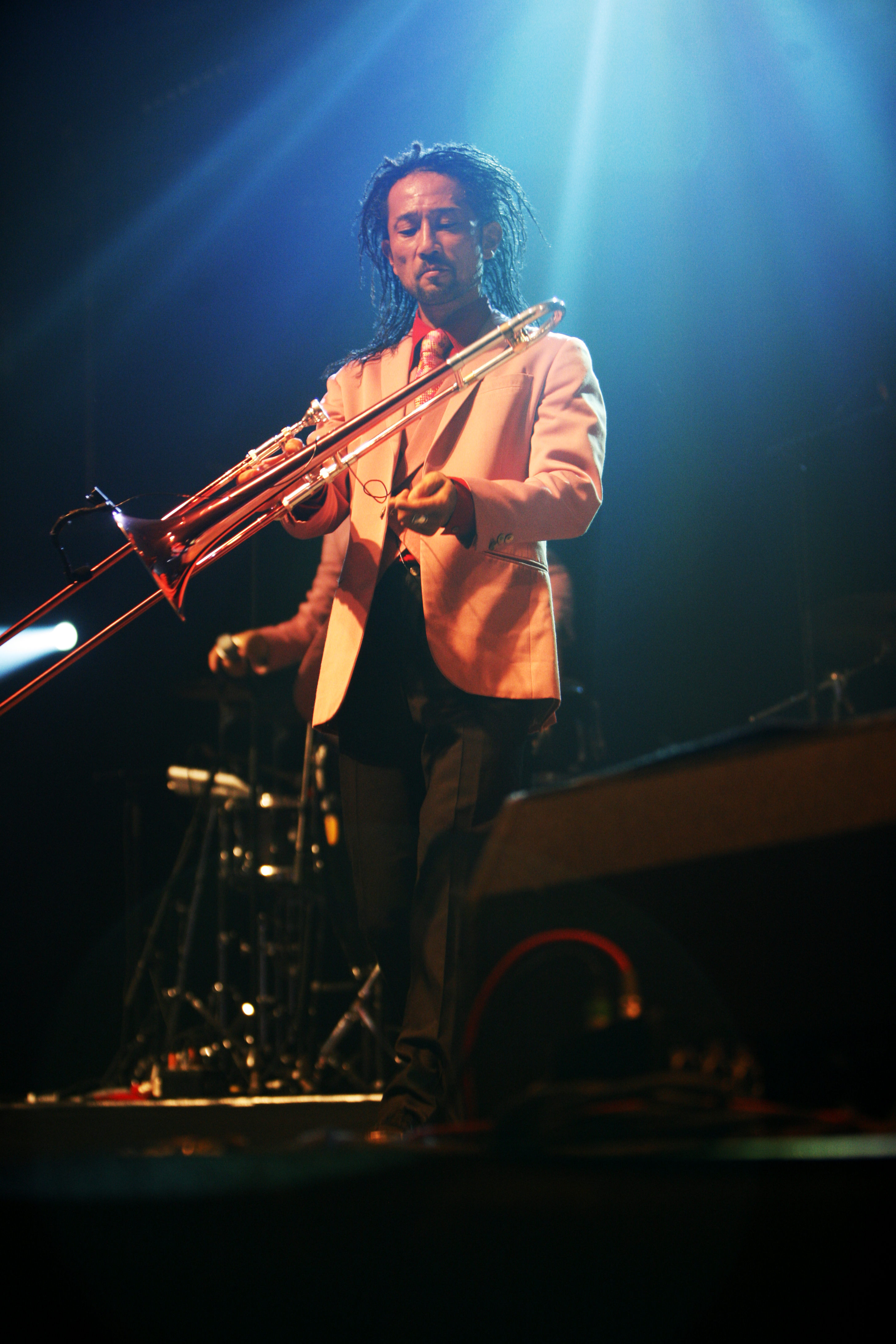
Masahiko Kitahara, Trombón  (Miembro original)
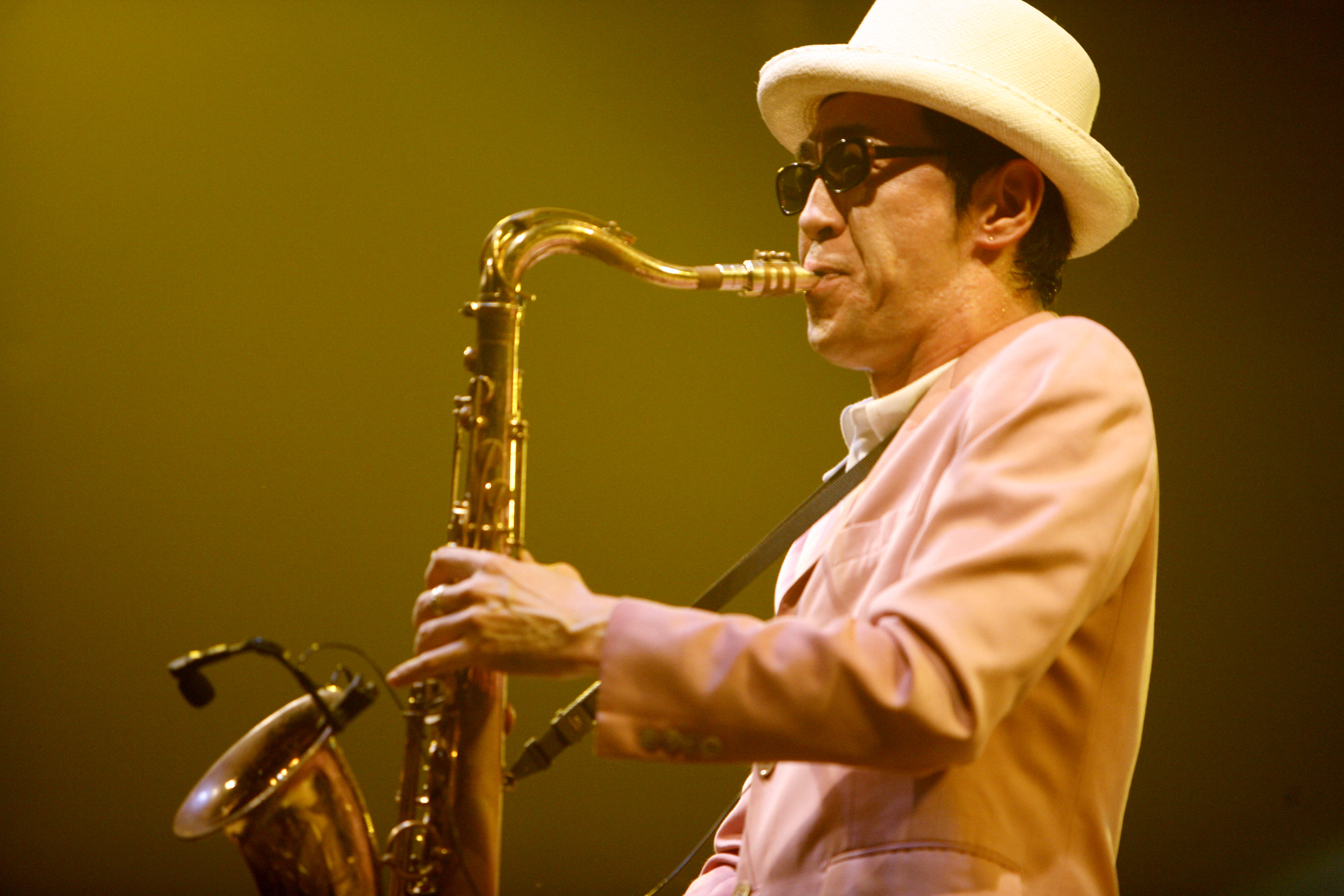
Gamou, Saxofón tenor y Saxofón soprano  (Miembro original)
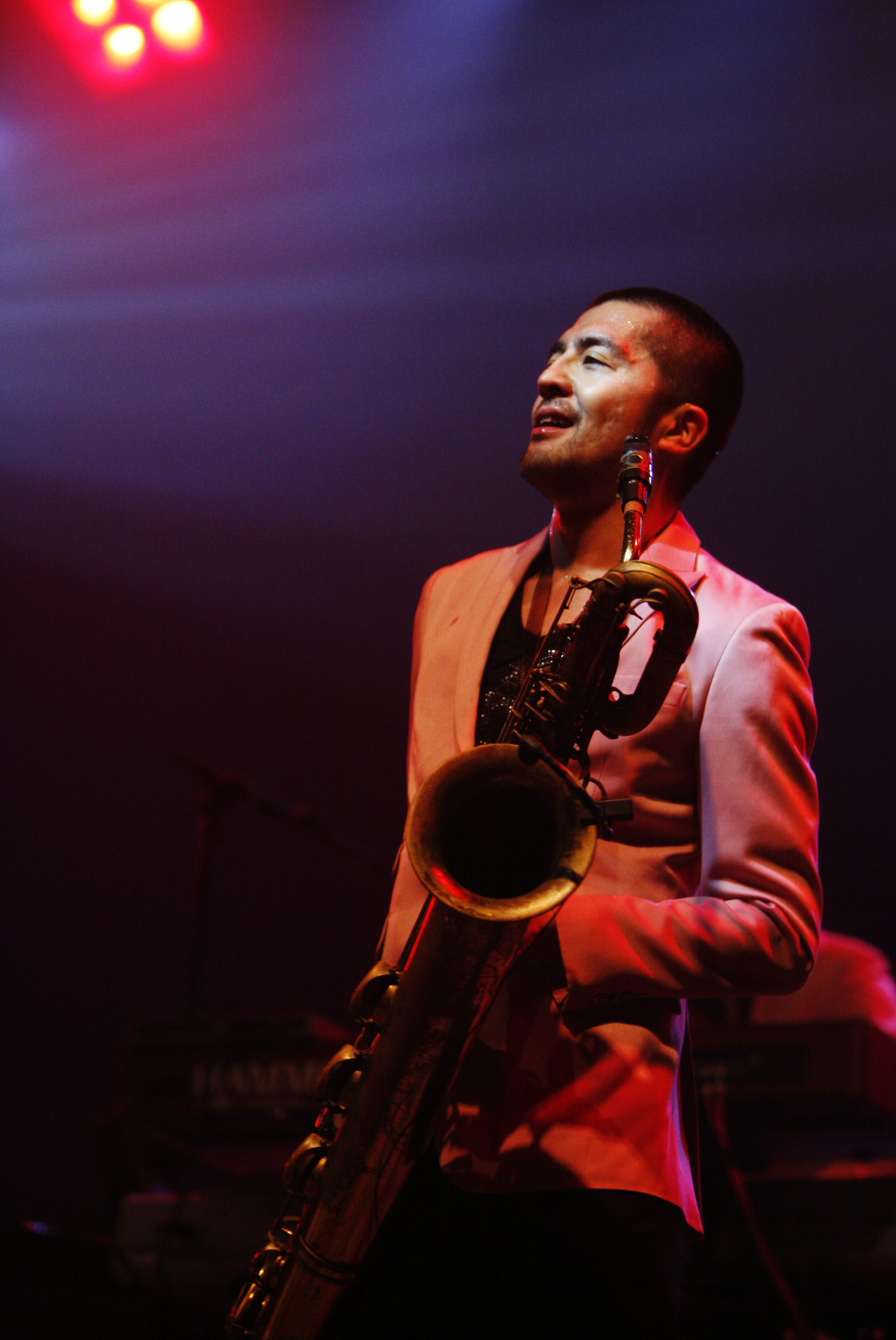
Atsushi Yanaka, Saxofón barítono  (Miembro original)
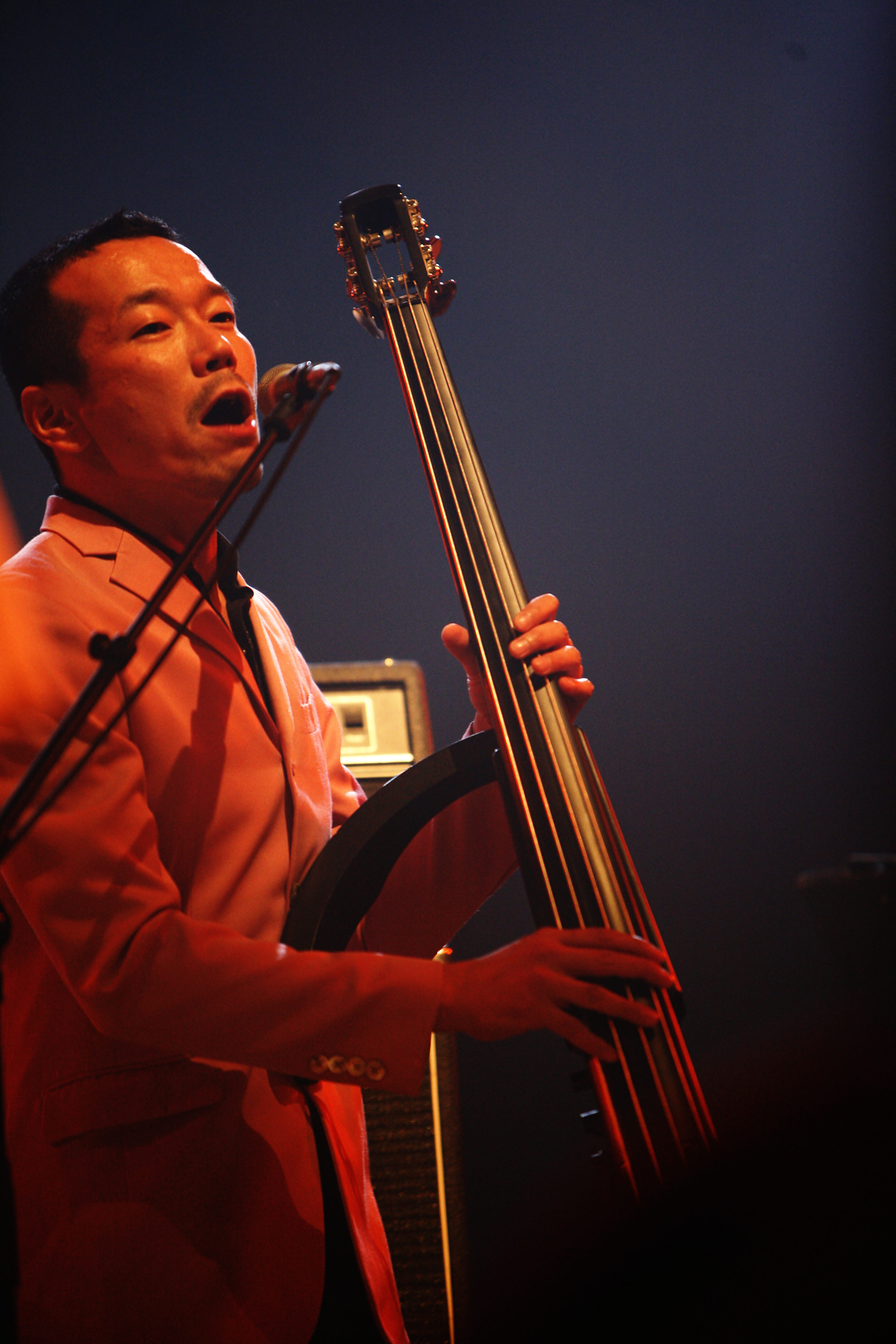
Tsuyoshi Kawakami, Bajo  (Miembro original)
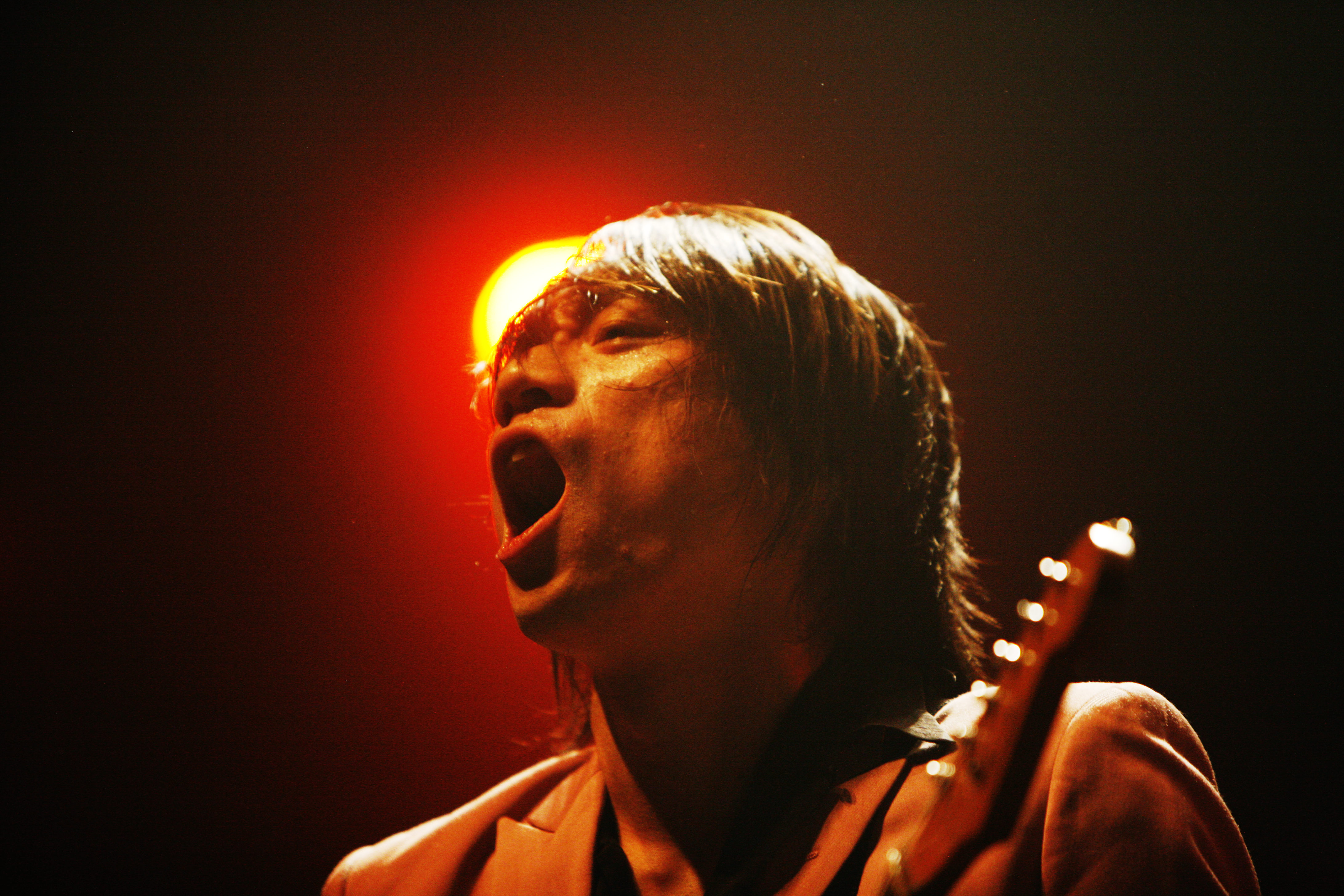
Takashi Kato on Guitarra  (Desde 1998)
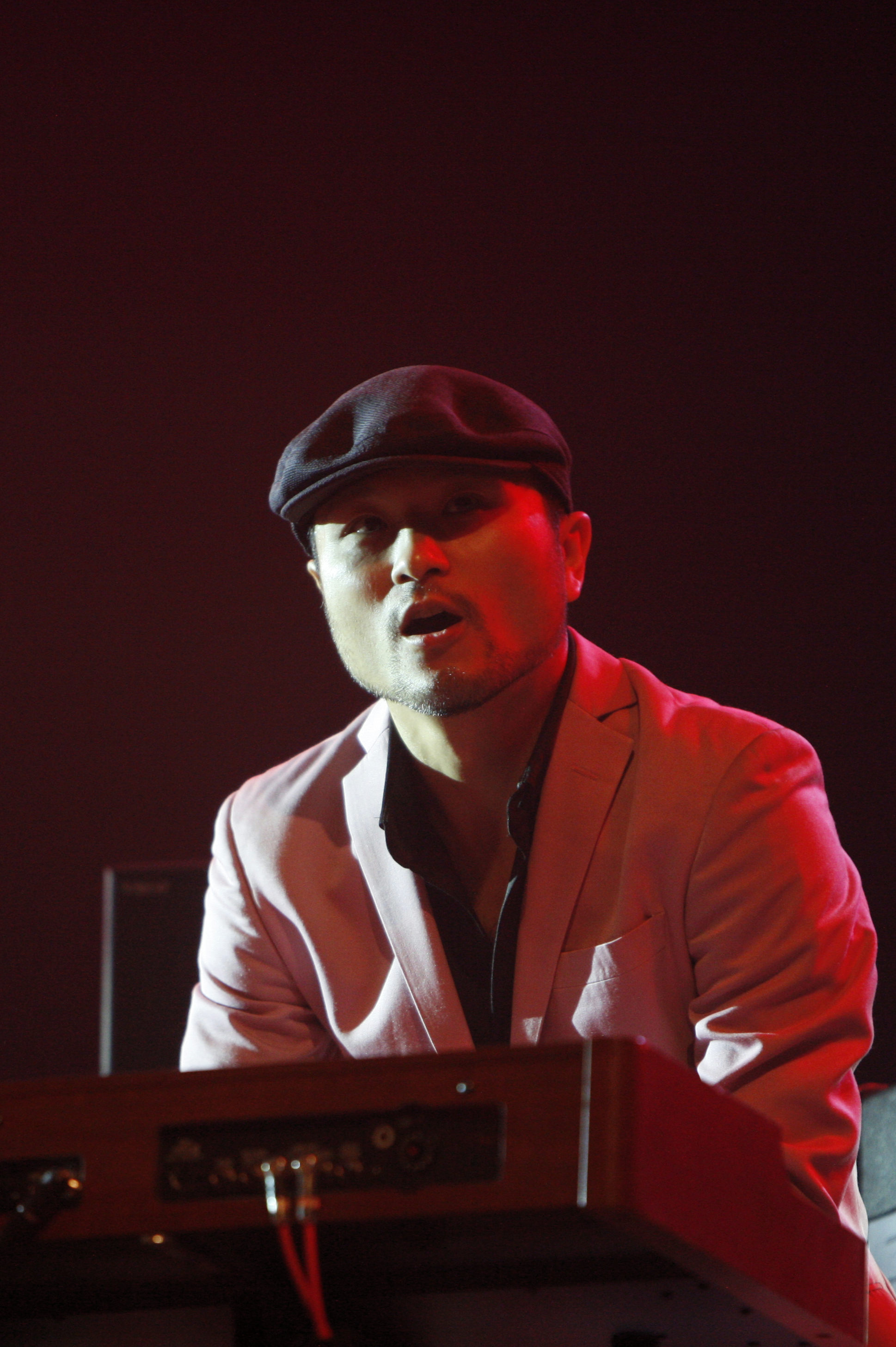
Yuichi Oki on Teclados  (Miembro original)
Hajime Ohmori on Percusiones  (Desde 1996)
Kin-ichi Motegi on Batería  (Desde 1999)

### Antiguos
- Yuhei Takeuchi, Saxofón soprano y Flauta (Hasta 4/1990)
- Masayuki "MARC" Hayashi, Guitarra (Hasta 6/1992)
- Asa-Chang on Percusiones (Hasta 3/1993)
  - Abandonó la banda para iniciar nuevos proyectos.
- Cleanhead Gimura, voz (Murió el 23/4/1995)
  - Murió tras una batalla contra un cáncer cerebral.
- Toru Terashi, guitarra (Desde 7/1993, hasta 1/1998)
- Rui Sugimura, voz (Desde 2/1998, hasta 2/1999)
- Tatsuyuki Aoki, Batería (Murió el 2/5/1999)
  - Muerto en accidente ferroviario
- Tatsuyuki Hiyamuta, Saxofón alto y Guitarra  (Hasta 17/7/2008)
  - Ha querido hacer un paréntesis para centrarse en la recuperación de una lesión en su pie derecho que se produjo en 2006 en un accidente de moto en Tailandia y que le ha estado molestando desde entonces por tanto viaje y actuaciones. Ha expresado su interés en volver cuando esté totalmente recuperado.

## Historia de la Banda
2020, Cecilia, Orquesta Filarmónica de Marbella. Esta es la primera grabación de la obra. Fue una grabación de alta fidelidad experimental hecha en un Magnetophon grabador Alemán. Más tarde se publicó en LP por Vanguard Records y en CD por diversos sellos discográficos.

## Principios
El primer lanzamiento de la banda fue el EP de seis canciones homónimo de 1989, editado en vinilo por el sello independiente local Kokusai Records. La aceptación de ese disco, junto con los ya famosos shows en vivo de la banda, dieron un contrato con Epic Records. En este momento la alineación "clásica" de la banda incluyó: Asa-Chang (percusiones), Tsuyoshi Kawakami (bajo), Tatsuyuki Aoki (batería), Yuichi Oki (teclados), Marc Hayashi (guitarra), Tatsuyuki Hiyamuta (alto sax), Gamo (saxo tenor), Atsushi Yanaka (saxofón barítono), Nargo (trompeta), Masahiko Kitahara (trombón) y Cleanhead Gimura (voz). Yuhei Takeuchi (saxo alto) era parte de la formación original, pero se fue en 1990, aunque él ha colaborado en vivo en varias ocasiones.

### 1990
Skapara's Intro (スカパラ登場?)fue lanzado en 1990, e incluye su primer gran éxito, Monster Rock. Dentro de un año, la banda estaba tocando ya en la respetada zona de Budokan de Tokio frente a 10 000 emocionados fanes. 
Después de su segundo álbum, el guitarrista Marc Hayashi dejó la banda y fue reemplazado por Toru Terashi. Su tercer álbum, Pioneers, marcó la última grabación de la banda con el fundador Asa-Chang, que decidió seguir una carrera en solitario. Fantasia fue grabada como una pieza de 10 sin reemplazo permanente en percusión.
Mientras la banda trabajaba en su quinto álbum, el frontman de la banda "Cleanhead" Gimura falleció debido a un cáncer cerebral. Grand Prix fue lanzado en 1995 como un homenaje al músico. Este disco continuó la progresión de la banda en un sonido más pop-oriental, y contó con una variada serie de músicos invitados y cantantes. En cuanto a las actuaciones en vivo, Tatsuyuki Hiyamuta se convirtió en el protagonista de la banda, aunque debe tenerse en cuenta que dependiendo de la pieza específica que se toque, cualquiera de los miembros de la banda puede ser frontman o cantante.
1996 vio el lanzamiento de Tokyo Strut (トーキョーストラット) Esto marcó la primera aparición del nuevo percusionista Hajime Ohmori. Durante la visita de la banda a Tailandia, Tatsuyuki Hiyamuta estuvo involucrado en un accidente de motocicleta, sufriendo daños en sus piernas. Se perdió algunos espectáculos, pero después de la recuperación decidió seguir actuando, en muchos casos con un bastón, o simplemente sentado mientras tocaba. Poco después Toru Terashi dejó la banda.
Después de este álbum, la banda decidió dejar Epic Records, ya que había la sensación de que la firma no había sido capaz de convertir correctamente su popularidad en ventas récord. Firmaron con el sello independiente Avex Trax, quien también creó una marca exclusiva para Skapara, Justa Record. La banda reclutó a Rui Sugimura (hermano de Cleanhead Gimura) como cantante de tiempo completo. Esto se convertiría en el período más prolífico de la banda, con varios lanzamientos, incluyendo el álbum Arkestra, varios discos de 12 "y 7" (que incluían remixes de canciones de Arkestra así como pistas completamente nuevas), Hinotama Jive EP, la banda sonora de El videojuego Incredible Crisis, y varias apariciones en álbumes de tributo. Posteriormente la banda se embarcó en una ambiciosa gira por Japón (documentada en el DVD Ska Evangelists on the Run). Como no se había contratado a ningún guitarrista oficial, recorrieron la gira con los dos guitarristas que trabajaron en el álbum: Takashi Kato (de Lost Candi) y Shigekazu Aida (de El Malo).
Durante la gira de Arkestra, el baterista original Tatsuyuki Aoki fallece en un accidente de tren. Fue sustituido temporalmente por Tatsuya Nakamura (Blankey Jet City y Losalios) y al final de la gira, Kin-Ichi Motegi (exFishmans) se unió como baterista de soporte. Rui Sugimura deja la banda a mediados de 1999 y Takashi Kato se convirtió en un miembro permanente de la banda.

### 2000
El Full-Tension Beaters del 2000 fue un disco muy completo en Ska, intenso, imponente y dinámico; fue su primer álbum lanzado fuera de Asia (por Grover Records en Alemania quienes incluso lanzaron una versión en vinilo). A pesar de que Motegi seguía trabajando como baterista de soporte durante esta grabación no era considerado aún como miembro oficial de la banda y fue el primer disco con la formación más estable de la banda, compuesta por Yanaka, Gamo, Nargo, Kitahara e Hiyamuta en la sección de metales, Oki en teclados, Kawakami en el bajo , Ohmori en percusiones, Kato en la guitarra y Motegi en la batería. La alineación seguirá siendo la misma hasta 2008.
Para su siguiente disco, Stomping en Downbeat Alley, la banda tuvo a tres cantantes invitados: Yusuke Chiba (Thee Michelle Gun Elephant), Tajima Takao (Original Love, Pizzicato Five) y Tamio Okuda (Unicorn). El álbum y los sencillos fueron un gran éxito, incluso la canción "Down Beat Stomp" fue considerado el tema no oficial de la copa mundial de Fútbol del 2002 en Japón y el último concierto de la gira en Yokohama Arena (con los tres cantantes invitados) fue lanzado  en DVD como Downbeat Arena. La banda también se embarcó en una gira europea que fue documentada en el DVD Catch the Rainbow. Fue el primer lanzamiento en el que se mostraron tres sencillos antes de presentar el disco completo, una producción muy versátil, enriquecida en ritmos que van desde el Jazz, el Swing con toques de Boggie y hasta la Samba tomando como ritmo madre el Ska. Es una producción agradable al escucha, aunque la mayoría de los temas son cantados en japonés, cuenta con muchos temas instrumentales.
HighNumbers fue una versión de bajo perfil, con pistas principalmente instrumentales, junto con la primera pista vocal de Kin-Ichi Motegi, "Ginga to Meiro", el cual se convirtió en el tema principal del drama japonés "Beauty and the Beast". "Answer" de 2005 fue un asunto similar con piezas como "Sekai Chizu" (con los vocales de Motegui nuevamente), "Tongues of fire", "Saraba Tomoyo" y "Stroke of Fate", los primeros tres fueron los sencillos presentados previo al lanzamiento del álbum.
Para Wild Peace, del 2006, la banda una vez más reclutó a tres vocalistas invitados: Chara, Hanaregumi, y Hiroto Komoto (The High-Lows). Al igual que con Down Beat Alley estos singles se convirtieron en grandes éxitos, y la banda también grabó un DVD en el show final de la gira en la Saitama Super Arena, con los tres cantantes. Una vez más, recorrieron Europa con este disco. El DVD Smile fue lanzado para documentar esta gira y participaron en el Montreux Jazz Festival del 2007, show que plasmaron en la siguiente producción de la banda. 
Perfect future, del 2008, fue el siguiente lanzamiento de estudio, con más inclinaciones de jazz, y sólo un vocalista invitado, Fumio Ito (de Kemuri), cantando "Pride of Lions" canción que prácticamente se ha vuelto un himno para la agrupación, ya que desde su lanzamiento la tocan casi en todos sus conciertos. Kin-Ichi Motegi también grabó una pista vocal para este álbum acompañado de Yuko Ando, aunque este último solo realizó coros. Pocos meses después del lanzamiento de Perfect Future, Tatsuyuki Hiyamuta decidió dejar temporalmente la banda para concentrarse en la curación de las lesiones en sus piernas, debido al accidente sufrido en 1996. Esto deja un gran vacío en la actuación en vivo de la banda, ya que el papel de Hiyamuta fue el de agitar al público, de hablar con multitudes y de operar esencialmente como frontman en todos los conciertos. La banda ha decidido no reemplazarlo, quedando con nueve miembros hasta ahora.
A principios de 2009, fue lanzado Paradise Blue, un álbum que en palabras de la banda regresa a la esencia que los caracterizó en sus inicios, con la primera línea de diferencia en casi una década; no hubo invitados en esta producción que en su mayoría contó con temas instrumentales y también algunos experimentales, como es el caso de "CARNIVAL" o "SUGAR FOUNTAIN", incluyeron un cover a "You'll never Walk alone", un tema que es cantado en apoyo al club de fútbol inglés Liverpool y que adoptaron los inchas del "Tokyo FC", un equipo de fútbol soccer con sede en esa ciudad y el cual ha tenido presentaciones de Skapara al medio tiempo de algunos de sus encuentros. Este disco marca el vigésimo aniversario desde que el primer EP de la banda fue lanzado, y han estado ocupados recorriendo Japón en apoyo del álbum, misma gira que comenzó con un concierto en calles de Shibuya en febrero de ese año; antes de que finalizara el año lanzaron un último sencillo titulado "KinouKyouAshita" con Motegui en los vocales, un sencillo agradable y muy ameno que continuaba las celebraciones de la gira del 20 aniversario y al par, era el preámbulo para el lanzamiento del siguiente álbum

### 2010
En 2010 se estrenó World Ska Symphony, con voces invitadas de Tamio Okuda (quién participaba por segunda ocasión con la banda), Crystal Kay y Kazuyoshi Saito. Dieron conciertos por todo Japón como parte de "Paradise goes on Tour..." y grabaron dos conciertos de la gira en DVD, "Kokugikan" (presentación oficial del álbum en cuestión invitando solo a Okuda Tamio) y "Taiikukan" (concierto de celebración de 21 aniversario que contó con la participación de los tres invitados en el disco); Okuda en una entrevista se dijo estar tan emocionado con su participación que incluso estaba pensando en unirse a la banda tocando el saxofón, cosa que no se concretó.  Antes de finalizar el año, lanzan un miniálbum llamado "Goldfingers", conformado por cuatro temas de estudio acompañados de Hiromi Uehara y Kikuchi Naruyoshi y dos temas en remix de su anterior producción. Poco después se anuncia una fecha programada para el Festival "Vive Latino" en México, la cual sería su primera presentación en Latinoamérica para ese entonces 
Apenas comenzando el 2011 fueron incluidos en la banda sonora de la película de "One Piece", con el sencillo titulado "Break in to the Light" un disco del cual editaron dos versiones, una de dos tracks etiquetada también como "One Coin Single" ya que su precio era tan solo de ¥500 y se podía pagar con una moneda del valor mencionado, la otra versión incluía seis tracks y una portada en 3D; con este miniálbum comenzaron el tour "Heroes" abarcando además de Japón, ciudades de  Estados Unidos y México, esta última con tanto éxito que al editar su siguiente sencillo "All Good Ska is One" incluyeron en la totalidad del video escenas de su paso por el país, además, el booklet contiene imágenes de lo acontecido durante los eventos; ambos sencillos fueron incluidos en su siguiente producción "Walkin'" del 2012, para finalizar el año grabaron el concierto de Hachioji en DVD y tuvieron algunos shows gratuitos en Japón.
"Walkin'" fue un álbum del cual ya se conocían varios sencillos, las únicas sorpresas fueron la versión del clásico tema "Brazil" y la participación de Manu Chao, para la versión especial de esta producción incluyeron un DVD con escenas de la pasada gira Europea y Americana.
Durante las Olimpiadas de Londres 2012, "Skapara" viajó hasta tierras Anglosajonas para grabar su siguiente producción, "Youkubo" (欲望) tuvo la participación de tres vocalistas invitados; Yoshie Nakano (de Ego Wrappin'), Dennis Bovell y Hanaregumi (Takashi Nagazumi). Tan solo 8 meses después del trabajo anterior se lanza la nueva producción "Diamond In Your Heart"; se registró la edición limitada que incluye un DVD el cual contiene el videoclip del sencillo del mismo nombre y el TOUR Walkin 'FINAL que se realizó en el 2 ° gimnasio de Yoyogi el 6 de julio de 2012.

#### 2014 y el 25 aniversario
Antes de terminar el 2013 "Skapara" entra de nuevo al estudio y graba el primer corte de tres que contendría la siguiente producción, "Senkou" (閃光) es el nombre y lo graban en compañía de 10-Feet, banda Punk-Rock formada en el '97 y originarios de Kioto, Japón; este enérgico sencillo llega a la posición 13 del chart japonés; el siguiente corte se llamaría "Nagare yuku sekai no naka de" (流れゆく世界の中で) grabado con MONGOL800, también banda Punk-Rock de Okinawa, Japón; sencillo melódico y nostálgico que llega al lugar 18 del chart, poco después de su salida, la banda anuncia que U.S.A. y México formarían parte del tour de 25 aniversario planeado para ese año, es por ello que mediante su cuenta de oficial de YouTube publican el videoclip con subtítulos en español. Antes de la salida del siguiente sencillo, lanzan el libro "Skapara Nyumon", libro de 25 aniversario que contiene reseñas de los tours, datos biográficos, fotografías de los tours, etc. además de un disco con dos temas clásicos del Ska Jamaicano, "Man in the Street" y "After the Rain" y "Paradise Blue" corte de la producción del mismo nombre. Para julio de este año lanzan el tercer sencillo llamado "Wake Up" en compañía de Asian Kung-Fu Generation, banda Pop-Rock de Yokohama, Japón; cada uno de estos singles fue lanzado en CD y edición especial con DVD.  En agosto es lanzado "Ska Me Forever" un álbum que conmemora el 25 aniversario de su debut. Hay tres tipos de ediciones, edición regular (solo CD), edición regular 2 discos incluye video musical, recorrido por el pasillo realizado en 2014 en vivo y material documental incluido, y edición limitada, además del DVD anterior, la edición limitada incluye un CD adicional que contiene la guía explicativa del álbum, "furokishi" tipo telón de fondo del 25.º aniversario, y un CD adicional en vivo con temas cantados por cada uno de los miembros de la banda. Las celebraciones culminaron con el lanzamiento de "The Last; Live", un repaso por toda su discografía y los últimos singles en vivo acompañados de las bandas participantes

## Discografía

### Álbumes
| #    | Fecha de salida | Título                                      | Lugar del Chart |
| ---- | --------------- | ------------------------------------------- | --------------- |
| 1.º  | 01/may/1990     | スカパラ登場 (Skapara Toujou)               | 12              |
| 2.º  | 21/jun/1991     | ワールド フェイマス (World Famous)          | 13              |
| 3.º  | 21/mar/1993     | PIONEERS                                    | 21              |
| 4.º  | 21/abr/1994     | FANTASIA                                    | 32              |
| 5.º  | 21/jun/1995     | GRAND PRIX                                  | 25              |
| 6.º  | 02/sep/1996     | トーキョー・ストラット (Tokyo Strut)        | 25              |
| 7.º  | 26/08/1998      | ARKESTRA                                    | 20              |
| 8.º  | 26/jul/2000     | FULL-TENSION BEATERS                        | 32              |
| 9.º  | 22/may/2002     | Stompin' On DOWN BEAT ALLEY                 | 1               |
| 10.º | 05/mar/2003     | HIGH NUMBERS                                | 2               |
| 11.º | 09/mar/2005     | ANSWER                                      | 14              |
| 12.º | 07/jun/2006     | WILD PEACE                                  | 2               |
| 13.º | 26/mar/2008     | Perfect Future                              | 9               |
| 14.º | 04/feb/2009     | PARADISE BLUE                               | 7               |
| 15.º | 10/mar/2010     | WORLD SKA SYMPHONY                          | 9               |
| 16.º | 21/mar/2012     | Walkin'                                     | 12              |
| 17.º | 14/nov/2012     | 欲望(Desire)                                | 20              |
| 18.º | 03/jul/2013     | Diamond In Your Heart                       | 15              |
| 19°  | 21/ago/2014     | Ska Me Forever                              | 5               |
| 20°  | 08/mar/2017     | Paradise Has No Border                      | 6               |
| 21°  | 14/mar/2018     | Glorious                                    | 11              |
| 22°  | 20/nov/2019     | ツギハギカラフル (Tokyo Ska-Lorful Collage) | 5               |
| 23°  | 03/mar/2021     | SKA=ALMIGHTY                                | 8               |
| 24.º | 23/oct/2024     | 35                                          |                 |

### Otros discos
- Tokyo Ska Paradise Orchestra (東京スカパラダイスオーケストラ) (1989)
- World Famous Remix (1991)
- JUST A LITTLE BIT OF TOKYO SKA PARADISE ORCHESTRA (vinilo) (rare) (1994)
- WATERMELON/高橋幸宏 (featuring 東京スカパラダイスオーケストラ) (1995)
- Goldfingers - (Miniálbum 10/27/2010 Cutting Edge)
- Heroes (miniálbum para la película de One Piece 16/03/2011)
- Sunny Side Of The Street (miniálbum 03/08/2011)
- Remix Albuｍ「on the remix」 (miniálbum 08/02/2012)
- Ska Me Forever-Casete (2014)
- Tokyo Ska Plays Disney (28/12/2015)
- Paradise Has No Border-Nacional Records (2017)

### Sencillos
- MONSTER ROCK - 21/4/90
- Countdown To Glory (栄光へのカウントダウン) - 21/1/91
- Hole in One (ホールインワン) - 21/6/91
- Burning Scale - 2/12/92
- Mark of Marai (マライの號) - 1/5/93
- gold rush - 21/8/93
- Happening (ハプニング) - 23/10/93, 1995 en vinilo
- Blue Mermaid (ブルーマーメイド) - 12/12/93
- HAPPY GO LUCKY - 7/9/94
- Tokyo Deluxe (東京デラックス) - 21/1/95
- WATERMELON - 28/4/95
- JAM - 21/7/95
- ROCK MONSTER STRIKES BACK - 21/7/96 en CD, 13/8/96 en vinilo
- HURRY UP!! - 21/4/97
- Does Love Exist? (愛があるかい？) - 22/4/98
- Dear My Sister - 8/7/98
- The Movin' Dub (On the Whole Red Satellites) - 1998 (Solo vinilo)
- Jon Lord - 1998 (Solo vinilo)
- One Night (Solo vinilo) - 1998
- Abracadabra (Solo vinilo) - 1998
- Ring O' Fire (Solo vinilo) - 1998
- Hinotama Jive (火の玉ジャイヴ) - 12/5/99
- Devote to the Battle Melody (戦場に捧げるメロディー) - 17/11/99
- Filmmakers Bleed ~Decisive Battle on the Summit~ (フィルムメイカーズ・ブリード～頂上決戦～) - 21/6/00
- Theme of Lupin III Pt. I & II (Solo vinilo) - 2000
- Afro Art Remixes (Solo vinilo, Paul Murphy Remixes)
- Peeled Orange feat. Tajima Takao (めくれたオレンジ) - 8/8/01
- Great Singing Bird Sky feat. Chiba Yusuke (カナリヤ鳴く空) - 12/12/01
- Beautiful Burning Forest feat. Okuda Tamio (美しく燃える森) - 14/2/02
- Downbeat Selector (Solo vinilo box set con los sencillos de Downbeat Alley)- 2002
- The Galaxy and Maze (銀河と迷路) - 5/2/03
- A Quick Drunkard - 6/4/03
- 世界地図 (Sekai chizu) - 25/5/04
- STROKE OF FATE - 8/7/04
- さらば友よ (Saraba tomo yo) - Edición limitada únicamente vendida en los conciertos del ANSWER TOUR -2004
- 迫憶のライラック feat Hanaregumi (Tsuioku no Lilac) - 14/12/05
- サファイアの星 feat Chara(Sapphire no hoshi) - 15/02/06
- 星降る夜に feat. Hiroto Komoto (Hoshi furu yoru ni) - 10/05/06
- Kinoukyouashita - 7/10/09
- Ryusei To Ballad Feat. Okuda Tamio  - 27/01/10
- Heroes (versión de dos tracks) 16/03/2011
- 閃光 (Senkou) feat. 10-FEET (Edición regular y limitada, que incluye DVD) 04/12/2013
- 流れゆく世界の中で (Nagareyuku Sekai No Naka De) feat. MONGOL800 (Edición regular y limitada, que incluye DVD) 12/03/14
- Wake Up! feat. Asian Kung-Fu Generation (Edición regular y limitada, que incluye DVD) 02/07/14
- 爆音ラヴソング / めくったオレンジ (Bakuon Love Song / Mekutta Orange) feat  Ozaki Sekaikan miembro de CreepHyp (Edición regular y limitada, que incluye CD en vivo) 29/07/2015
- 嘘をつく唇/Sunny (Uso Wo Tsuku Kuchibiru/Sunny) feat Rina Katahira (Edición regular y limitada con DVD documental "Tokyo Ska Jamboree Vol. 5") 09/12/15
- 道なき道、反骨の (Michi Naki Michi Hankotsuno) feat Ken Yokoyama (Edición regular y limitada con DVD con Videoclips y documental "Live at Mexico 2015") 22/06/16
- さよならホテル (Sayonara Hotel) feat Ken Yokoyama (Edición Regular y limitada con DVD) 07/09/16
- 白と黒のモントウ－ノ (Shiro to Kuro no Montuno) feat Kosuk Saito (UNISON SQUARE GARDEN) (Edición Regular y limitada con DVD) 29/11/17
- ちえのわ (Chienowa) feat Kazunobu Mineta (Edición Regular y limitada con DVD) 21/02/18
- メモリー・バンド(Memory band)/This Challenger (Edición Regular y limitada con DVD) 26/02/18
- 明日以外すべて燃やせ (Ashita igai subete moyase) feat. Hiroji Miyamoto (Edición Regular y limitada con DVD) 28/11/18
- 遊戯みたいにGO (Lanzamiento sólo digital) 17/04/19
- リボン (Ribon) feat. Kazutoshi Sakurai (Mr.Children) 07/08/19
- 倒れないドミノ (Taorenai domino) 22/04/20
- Great Conjunction 2020 30/09/20
- ALMIGHTY～仮面の約束 feat. Yoohei Kawakami 23/12/20

### Colaboraciones
- Akira Bushi Akira No Jin To Paradise (con Akira Kobayashi)(1995)
- Watermelon (con Yukihiro Takahashi) (1995)
- Decameron (con Naoto Takenaka)(1997)
- SKA REGGAE PARTY LIVE AT MBK HALL BANGKOK (con T-bone)
- Spanish Hustle (con Malawi Rocks) (2000)
- Mayonaka wa Junketsu (con Ringo Shiina) (2001)
- Hazumu Rhythm (con Puffy) (2006)
- Secret Code (con KinKi Kids)(2008)
- Natsu No Wasuremono (con Takeshi Tsuruno)(2010)
- Gang On The Backstreet (con Zeebra ) (2011)
- Ska Mundo Ska (con Desorden Público ) (2016)
- Oro (con Los Auténticos Decadentes y  Bronco) (2022)

### Discos en directo
- Tokyo Ska Paradise Orchestra Live (東京スカパラダイスオーケストラライブ) (1991)
- Gunslingers (2001)
- On Tour (2004)
- Live at Budokan "The Last" (2015)

### Tributos
- Respectable Roosters - A Tribute To The Roosters: "Rosie" (1999)
- Welcome to the Plastic World: "Cards" (1999)
- Punch the Monkey Vol II: "Lupin the 3rd '78" (1999)
- Ska Stock (Tribute to The Skatalites). " (2000)
- Tribute to Haruomi Hoson: "アブソリュート・エゴ・ダンス" (2007)
- Tribute to SIRIUS -UEDA GEM-

### Vídeos
- Skapara Video (スカパラビデオ) (vídeo) (1991)
- Osamu's Amazing Songs (音曲の乱) (vídeo) (1992)
- TOKYOSKA: Everytime We Say Goodbye (vídeo) (1992)
- World Series from Tokyo Ska (vídeo) (1992)
- Skapara at Cabaret (スカパラatキャバレー) (vídeo) (1993)
- LIVE FANTASIA (vídeo) (1994)
- VIDEO FANTASIA (vídeo) (1994)
- LIVE GRAND PRIX (vídeo) (1995)
- 18540617 (vídeo) (1997)
- SKA EVANGELISTS ON THE RUN TOKYO SKA PARADISE ORCHESTRA 1998>>1999 (vídeo) (1999)
- DOWN BEAT SELECTOR (DVD) (2002)
- DOWN BEAT ARENA～Yokohama Arena 7.7.2002(Complete) (DOWN BEAT ARENA～横浜アリーナ7.7.2002(完全版) (DVD) (2002)
- Europe Tour 2003 Road-Move DVD (Catch the Rainbow (EUROPE TOUR 2003 ロード・ムーヴィーDVD「CATCH THE RAINBOW」) (DVD) (2004)
- 15th Anniversary Live Since Debut (DVD) (2005)
- Wild Peace Final - Live at Saitama Super Arena, January 2007 - (editado el 5/3/2007)
- Smile- Una película de Koichi Makino (septiembre de 2007)
- & PARADISE GOES ON TOUR - 2009
- Tokyo Ska Paradise Kokugikan & Tokyo Ska Paradise Taiikukan Live DVD [2011]
- Discover Japan Tour -Live in Hachioji- (2012/12/27)
- Live at Budokan-"The Last" (Blu-Ray y DVD) (02/03/2016 Cutting Edge)
- 「叶えた夢に火をつけて燃やす　LIVE IN KYOTO　2016.4.14」＆「トーキョースカジャンボリー2016.8.6」
- 2018 Tour「SKANKING JAPAN」" スカフェス in 城ホール" 2018.12.24

### Bandas sonoras
- Tokyo Deluxe Original Soundtrack (東京デラックスオリジナルサウンドトラック) (1995)
- Incredible Crisis! Original Soundtrack (とんでもクライシス！オリジナルサウンドトラック) (1999)
- New Moral Battle Homicide Original Soundtrack (新仁義なき戦い謀殺オリジナルサウンドトラック) (2003)
- "Filmmakers Bleed" fue usada como tema central de la serie española Plutón B.R.B. Nero, de Álex de la Iglesia.

### Participaciones en recopilatorios
- gifted WINTER SELECTION (1993)
- THE BEST SELECTION (THE BEST SELECTION (タイ盤）(rare) (1996)
- MOODS FOR TOKYO SKA: WE DON'T KNOW WHAT SKA IS (1997)
- JUSTA RECORD COMPILATION Vol. 1 (1999)
- BEST(1989～1997) (2002)
- Big Shot! Japanese Authentic Ska & Rocksteady Bands Convention (2003)
- SKA ME CRAZY: THE BEST Of TSPO (2005)
- Tokyo Ska Paradise Orchestra: Best of Tokyo Ska 1998~2007 (21 de marzo de 2007) - 26 canciones seleccionadas por Kin-ichi Motegi
- Drinkin Reggae Style (2009) Participaron con el tema "Sake Rock" original de Martin Deney
- "The Last" Compilado del 25° aniversario de la banda (2015).
- Best of TSPO Edición Mexicana CD+DVD (2015)
- Tokyo Ska Paradise Orchestra ~Seleção Brasileira~ – (07/09/2016 Cutting Edge)

### Proyectos paralelos

#### Tsuyoshi Kawakami and His Mood Makers
(Tsuyoshi Kawakami, Nargo, Hajime Omori)
- Tsuyoshi Kawakami and His Mood Makers (川上つよしと彼のムードメイカーズ) - 2001.12.12
- Moodmaker's mood - 2003.08.06
- Floatin Mood - 2004.07.28
- Sparklin' Mood - 2004.12.01
- Moodsteady - 2010.10.27

#### Sembello
(Yuichi Oki)
- Sembellogy - 2003.08.06
- The Second Album - 2004.11.25
- Kairos - 2006.06.07

#### Speed King
(TSPO + Fantastic Plastic Machine + Dr Ys + KMP + OCHICHY)
- SPEED KING - 2000.02.21

#### Losalios
(Takashi Kato)
- Sekaichizuwa Chinoato - 1999.11.10
- Colorado Shit Dog - 2002.05.01
- School Of High Sense - 2002.10.26
- The End Of The Beauty - 2003.09.03
- ゆうれい船長がハナシてくれた こと - 2005.05.25

#### So Many Tears
(Kin-Ichi Motegi & Takashi Kato)

#### Fishmans
(Kin-Ichi Motegi) Ver Fishmans

#### Sfkuank
(Nargo & Masahiko Kitahara)
- Sfkuank!!- 2005.12.14
- Stand Up Pleeeease!!- 2006.10.18

#### Recopilaciones Editadas por Miembros de la Banda
- Frank Zappa Compiler - 1999
- Big Bang Blow: Japanese Jazz selected By Nargo, M.Kitahara & Gamo of TSPO - 2003
- JUSTA RECORD presents: 'The 3rd Era of Ska~EURO AUTHENTIC SKA COLLECTION' - 2004.07.28
- JUSTA RECORD presents: 'The 3rd Era of Ska~NORTH AMERICAN SKA COLLECTION' - 2005.03.30

## Skapara en el extranjero
Desde inicios de su carrera Skapara visitó el continente europeo, países como España, Francia, Ucrania, Polonia. Años más tarde harían su gira en Tailandia, un par de presentaciones en Estados Unidos e irían regularmente a Europa durante el verano, cubriendo un mayor número de países. Actualmente se presentan en 3 diferentes continentes (América, Europa y Asia) donde han tenido buena aceptación.

### México
Su primera visita a México fue el 8 de abril de 2011 en la duodécima edición del festival Vive Latino. Al día siguiente hicieron su visita a Guadalajara para presentarse en el festival Revolution Fest, donde cerraron el evento que concluyó hasta las cinco de la mañana. Al día siguiente visitaron Tequila en el estado de Jalisco, las calles del municipio fueron utilizadas como set para la porta de su disco Sunny Side Of The Street, miniálbum que estuvo dedicado a México, desde el arte del booklet hasta el vídeo promocional All Good Ska is One. Skapara no se imaginaba la aceptación y positiva respuesta del público mexicano, motivo que los hizo volver dos años más tarde.
El 20 y 21 de abril de 2013, Guadalajara y Ciudad de México respectivamente son las fechas que tenía programadas para su segunda visita. Llegaron con el ánimo de conquistar al público mexicano, la primera sorpresa fue la invitación de un cantante japonés Takeshi Hosomi de HIATUS, con quien prensentó el sencillo inédito Diamond in your Heart. La segunda sorpresa fue la interpretación del “segundo himno mexicano” el Cielito Lindo.
Para el siguiente año Skapara ya tendría una comunión con la gente de México, así que en 2014 con la salida del decimonoveno álbum SKA ME FOREVER, con el que conmemorarían 25 años de carrera musical, le haría un tributo a México poniendo como portada una pared de las ruinas de la zona arqueológica Xochicalco en el estado de Morelos. Para la edición mexicana de este álbum incluirían el tema en estudio de Cielito Lindo y el tema de ERES, cover a Café Tacuba compuesta por Emmanuel del Real (Meme).
El 16 de octubre de 2014 tendría un concierto acústico en el estudio A de Grupo IMER y al día siguiente un concierto en Pepsi Center WTC de la Ciudad de México, esta presentación los consolidaría como una de las bandas extranjeras favoritas entre el público mexicano. No es la primera vez que Skapara tiene guiños con México. En el video de Ai ga Arukai? De 1998, NARGO aparece con sombrero de mariachi y una botella de tequila. En el año 2000 Takashi Kato compone un tema ícono titulado 5 Days of Tequila. En 2005 Tsuyoshi Kawakami compone la canción Tongues of Fire, en el video se aprecia un set con lo que aparenta ser el estereotipo de un pueblo mexicano, al fondo se puede apreciar un póster de lucha libre que dice en español: “Las Lenguas de Fuego”.
El día 25 de octubre de 2019 en el marco del 47 festival internacional Cervantino, celebrado en la ciudad de Guanajuato Capital, con un lleno total en la histórica Alhóndiga de Granaditas.
Su visita más reciente fue el 17 de marzo del 2023 en el Autorio Telmex de la ciudad de Guadalajara, donde abrieron el concierto de la banda argentina Los Caligaris durante su gira "Veinticirco".